# Akademia Sant'Anna
L'Akademia Sant'Anna è una società pallavolistica femminile italiana con sede a Messina: milita nel campionato di Serie A2.

## Storia
L'Akademia Sant'Anna nasce nel 2018. Nella stagione 2019-20, acquisito il titolo sportivo dalla Kondor Catania, partecipa al campionato di Serie B2, poi interrotto a causa del diffondersi della pandemia di COVID-19.
L'anno successivo acquisisce il titolo sportivo di Città di Castello e partecipa al campionato di Serie B1: chiusa la prima partecipazione alla seconda fase dei play-off, nella stagione successiva centra la promozione in Serie A2, vincendo i play-off promozione superando il Perugia nella doppia sfida di finale.
Nella stagione 2022-23 esordisce nella serie cadetta, dove chiude la stagione al nono posto in classifica e conquista la permanenza nella categoria con il quarto posto nella pool salvezza.

## Rosa 2024-2025
| N° | Nome                 | Ruolo | Data di nascita   | Nazionalità sportiva |
| -- | -------------------- | ----- | ----------------- | -------------------- |
| 1  | Linda Cabassa        | S     | 25 luglio 2004    | Italia               |
| 2  | Maria Chiara Norgini | L     | 11 settembre 1998 | Italia               |
| 3  | Rossella Olivotto    | C     | 27 aprile 1991    | Italia               |
| 4  | Giulia Carraro       | P     | 25 luglio 1994    | Italia               |
| 5  | Dalila Modestino     | C     | 4 aprile 1998     | Italia               |
| 6  | Mychael Vernon       | S     | 14 giugno 2002    | Stati Uniti          |
| 9  | Adanna Rollins       | S     | 10 ottobre 1999   | Stati Uniti          |
| 10 | Aurora Rossetto      | S     | 21 gennaio 1997   | Italia               |
| 11 | Chiara Mason         | S     | 11 luglio 2000    | Italia               |
| 13 | Ambra Trevisiol      | P     | 7 agosto 1992     | Italia               |
| 14 | Giorgia Caforio      | L     | 16 settembre 1994 | Italia               |
| 16 | Maria Babatunde      | C     | 3 aprile 1998     | Italia               |
| 17 | Bibiana Guzin        | C     | 17 agosto 2004    | Italia               |
| 18 | Bintu Diop           | O     | 2 marzo 2002      | Italia               |